# Bárbara de Brandeburgo (1422-1481)
Bárbara de Brandeburgo (1422-Mantua, 7 de noviembre de 1481) fue una noble de Brandeburgo, sobrina del emperador Segismundo de Luxemburgo y, por matrimonio, marquesa de Mantua de 1444 a 1478.

## Biografía
Fue la primera hija de Juan de Brandeburgo, heredero del elector de Brandeburgo Federico I de Hohenzollern, y de Bárbara de Sajonia-Wittenberg (1405-1465). Su padre, sin embargo, renunció a su derecho de primogénito y para la sucesión en Brandeburgo y fue galardonado con las posesiones de los Hohenzollern en Franconia.
A los diez años se casó con Luis III Gonzaga de diecinueve años, el hijo y heredero del señor de Mantua, Gianfrancesco Gonzaga. La boda se celebró en Mantua el 12 de noviembre de 1433. El matrimonio con Bárbara, relacionada con el emperador Segismundo y el elector de Brandeburgo, significó una mejora sustancial para la familia Gonzaga, que había sido galardonada recientemente por el emperador Segismundo con el Marquesado de Mantua. Después de haberse casado a una edad temprana, Bárbara fue educada en la corte de Mantua con otros miembros de la familia Gonzaga y se convirtió en una de las mujeres más notables y más culta del Renacimiento. Ella aprendió cuatro idiomas y era una experta en literatura. Entre sus maestros se encontraba también el humanista Vittorino da Feltre. Bárbara fue la marquesa consorte de Mantua a la muerte de su suegro en 1444, conservando el título hasta que enviudó en 1478. El sucesor de Luis II fue su hijo, Federico I Gonzaga.
Junto con la familia, fue retratada por Andrea Mantegna en el famoso fresco «la cámara de los esposos» en el Castillo de San Jorge, en Mantua.
Estimada por su esposo, quien confió la regencia del marquesado durante sus muchas ausencias, Bárbara participó en la gestión del gobierno y personalmente supervisó la educación de los niños. Se hizo especial hincapié en la relación entre Mantua y el Sacro Imperio Romano Germánico, al casarse tres de sus hijos e hijas con príncipes y princesas alemanas. Bárbara también lideró gran parte de la correspondencia diplomática, no sólo con su familia, sino también con los Visconti, la Curia, y numerosas personalidades del Imperio. encargó a Girolamo da Cremona el final del misal en pergamino que Gianlucido Gonzaga había encargado en 1442 a Belbello de Pavía y se conoce hoy con el nombre de Misal de Bárbara.

## Descendencia
La pareja tuvo los siguientes hijos:
- Federico (Mantua, 25 de junio de 1441-ibidem, 14 de julio de 1484), se casó con Margarita de Baviera y fue el padre de Francisco II Gonzaga, esposo de Isabel de Este.
- Gianfrancesco (1443-Bozzolo, 28 de agosto de 1496), conde de Sabbioneta y señor de Bozzolo. Se casó con Antonia del Balzo.
- Francisco (1444-Porretta, 22 de octubre de 1483), cardenal en 1461.
- Susana (1447-Mantua, 19 de diciembre de 1481), monja de la iglesia de Santa Clara, en Mantua.
- Dorotea (Mantua, 1449-Pavía, 21 de abril de 1467), comprometida con Galeazzo María Sforza, murió antes de la boda.
- Cecilia (1451-1474), monja en Mantua.
- Rodolfo (18 de abril de 1452-Fornovo, 6 de julio de 1495), señor de Castiglione delle Stiviere, Solferino, Suzzara y Poviglio, que se casó primero con Antonia Malatesta, hija de Segismundo Pandolfo Malatesta, y luego con Catalina Pico, hija de Juan Francisco della Mirandola;
- Bárbara (Mantua, 11 de diciembre de 1455-Böblingen, 31 de mayo de 1503), que se casó con Eberardo V de Wurtemberg.
- Ludovico (1458-Reggiolo, 4 de enero de 1511), obispo de Mantua.
- Paola (1464-1495), se casó con Leonardo de Gorizia.